# موريس هيغينبوثمان
موريس هيغينبوثمان (بالإنجليزية: Morris Higginbotham) هو مدير فني أمريكي، ولد في 6 يونيو 1925 في برمنغهام في الولايات المتحدة، وتوفي في 13 يونيو 2011 في McCalla, Alabama ‏ في الولايات المتحدة.